# Polanówka (powiat lubelski)
Polanówka – wieś w Polsce położona w województwie lubelskim, w powiecie lubelskim, w gminie Strzyżewice. Leży nad rzeką Bystrzycą (dopływ Wieprza).
W latach 1975–1998 miejscowość należała administracyjnie do województwa lubelskiego.
Wieś stanowi sołectwo gminy Strzyżewice. Według Narodowego Spisu Powszechnego z roku 2011 wieś liczyła 358 mieszkańców.

## Historia
Według Słownika geograficznego Królestwa Polskiego z roku 1887, Polanówka to folwark nad rzeką Bystrzycą, w powiecie lubelskim, ówczesnej gminie Zemborzyce, parafii Krężnica, odległy 14 wiorst od Lublina, w okolicy eksploatuje się pokłady wapienia. Folwark ten w 1882 roku oddzielony został od dóbr Prawiedniki.
Urodził się tu Wacław Scaevola-Wieczorkiewicz (ur. 25 czerwca 1890, zm. 7 grudnia 1969 w Genewie) – generał brygady Wojska Polskiego.